# Althéa Laurin
Althéa Laurin (Épinay-sur-Seine, 1 de septiembre de 2001) es una deportista francesa que compite en taekwondo.
Participó en dos Juegos Olímpicos de Verano, obteniendo dos medallas, bronce en Tokio 2020 y oro en París 2024, en la categoría de +67 kg. En los Juegos Europeos de Cracovia 2023 consiguió una medalla de bronce en la categoría de –73 kg.
Ganó una medalla de oro en el Campeonato Mundial de Taekwondo de 2023 y dos medallas de oro en el Campeonato Europeo de Taekwondo, en los años 2022 y 2024.

## Palmarés internacional
| Juegos Olímpicos   | Juegos Olímpicos         | Juegos Olímpicos  | Juegos Olímpicos |
| Año                | Lugar                    | Medalla           | Categoría        |
| ------------------ | ------------------------ | ----------------- | ---------------- |
| 2020               | Tokio (Japón)            | Medalla de bronce | +67 kg           |
| 2024               | París (Francia)          | Medalla de oro    | +67 kg           |
| Campeonato Mundial |                          |                   |                  |
| Año                | Lugar                    | Medalla           | Categoría        |
| 2023               | Bakú (Azerbaiyán)        | Medalla de oro    | –73 kg           |
| Juegos Europeos    |                          |                   |                  |
| Año                | Lugar                    | Medalla           | Categoría        |
| 2023               | Krynica-Zdrój (Polonia)  | Medalla de bronce | –73 kg           |
| Campeonato Europeo |                          |                   |                  |
| Año                | Lugar                    | Medalla           | Categoría        |
| 2022               | Mánchester (Reino Unido) | Medalla de oro    | –73 kg           |
| 2024               | Belgrado (Serbia)        | Medalla de oro    | –73 kg           |